# Pyronia albomarginata
Pyronia albomarginata är en fjärilsart som beskrevs av Jules Ferdinand Fallou 1883. Pyronia albomarginata ingår i släktet Pyronia och familjen praktfjärilar. Inga underarter finns listade.